# Neurasteni
Neurasteni (grekiska: nervsvaghet) är en neuros, ofta med inslag av somatoform störning, som var särskilt vanlig diagnos vid sekelskiftet 1900, och dess symptombild liknar i mycket det som i dag kallas utmattningsdepression.
Neurasteni kan bero på överansträngning men kan också ha psykologiska förklaringar. Tillståndet uppträder vid olika neuroser, men även vid kroppsliga sjukdomar.
Varierande behandlingar mot neurasteni rekommenderades i början av 1900-talet. "Mirakelmedicinen" och nervnäringsmedlet Phospho-Energon marknadsfördes bland annat som en kur mot neurasteni. I modern behandling rekommenderas psykoterapi, förändringar i livsföringen samt vila och lugnande mediciner.